# Ermittlungsverfahren
Das Ermittlungsverfahren (EV), auch Vorverfahren oder vorbereitendes Verfahren genannt, ist nach deutschem Straf- bzw. Ordnungswidrigkeitenrecht der Ausgangspunkt jedes Bußgeld- und Strafverfahrens. Gesetzlich geregelt ist das Ermittlungsverfahren im Zweiten Abschnitt des Zweiten Buches der Strafprozessordnung (§ 160 bis § 177 StPO) beziehungsweise im Gesetz über Ordnungswidrigkeiten (OWiG).

## Einleitung des Ermittlungsverfahrens
Die Ermittlungen müssen nach dem Legalitätsprinzip aufgrund von Anzeigen oder zureichender Hinweise auf eine Straftat stets aufgenommen werden (außer bei verfassungswidriger Heranziehung von Beweisen, die einen Anfangsverdacht begründen sollen; sog. Anfangsverdacht gemäß § 152 Abs. 2 StPO in Verbindung mit § 160 Abs. 1 StPO). Die Staatsanwaltschaft hat in diesem Zusammenhang das Recht und die Pflicht zur Einleitung von Ermittlungen. Die Ausnahme bilden sogenannte relative Antragsdelikte, bei denen die Staatsanwaltschaft in Deutschland lediglich im Fall eines besonderen öffentlichen Interesses an der Strafverfolgung ebenfalls von sich aus ermitteln darf. Absolute Antragsdelikte erfordern demgegenüber den Antrag des Verletzten.
Gemäß § 153 StPO kann die Staatsanwaltschaft das Verfahren aber auch einstellen; geht es darum, dass das öffentliche Interesse an der Strafverfolgung verneint werden soll, kann die Staatsanwaltschaft dem Angeschuldigten Auflagen und Weisungen erteilen (§ 153a StPO).
Bestätigt sich der Anfangsverdacht hingegen nicht oder werden Beweisverbote ersichtlich, derentwegen keine Verurteilung zu erwarten wäre, kann die StA das Verfahren nach § 170 der Strafprozessordnung auch einstellen.

## Ablauf
Als Herrin des Ermittlungsverfahrens führt meistens die örtlich zuständige Staatsanwaltschaft mit Unterstützung ihrer so genannten Ermittlungspersonen Untersuchungen hinsichtlich (mutmaßlicher) Ordnungswidrigkeiten und Straftaten durch. Im Ordnungswidrigkeitenrecht ist dies regelmäßig die zuständige Verwaltungsbehörde (§ 35 OWiG). In der Praxis werden die Ermittlungen ganz überwiegend durch die Polizei durchgeführt. Bei Mord werden in Deutschland regelmäßig Kommissionen gebildet. Auch bei komplexen anderen Delikten können Sonderkommissionen gebildet werden.
Die Ermittlungsbehörden müssen in Deutschland auch alle entlastenden Tatsachen erforschen (§ 160 Abs. 2 StPO). Bei der Erforschung der be- und entlastenden Tatsachen sind sie an das Freibeweisverfahren gebunden. Bei überörtlicher und massierter Begehung von Straftaten wird das Ermittlungsverfahren zentralisiert von einer Staatsanwaltschaft geführt (sogenanntes Sammelverfahren).

## Abschluss des Ermittlungsverfahrens
Wird das Ermittlungsverfahren abgeschlossen, obliegt es allein der Staatsanwaltschaft, darüber zu entscheiden, ob Anklage erhoben, ein Strafbefehl beantragt oder das Verfahren eingestellt wird.
Liegt hinreichender Tatverdacht gemäß § 170 Abs. 1 StPO vor – nachdem auch der Beschuldigte spätestens vor Abschluss der Ermittlungen die Gelegenheit hatte, sein Anrecht auf rechtliches Gehör wahrzunehmen –, wird Anklage erhoben oder der Strafbefehl beantragt, und das Strafverfahren tritt in das Zwischenverfahren beim jeweiligen Gericht ein. Liegt kein hinreichender Tatverdacht vor, wird das Verfahren gemäß § 170 Abs. 2 StPO von der Staatsanwaltschaft eingestellt und der Beschuldigte darüber in Kenntnis gesetzt, außer er wurde im Vorfeld nicht als Beschuldigter vernommen. Wird Anklage erhoben, entscheidet das Gericht sodann im Zwischenverfahren, ob der Angeschuldigte zum Angeklagten wird; der Vorsitzende des Gerichts räumt dem Angeschuldigten nach § 201 StPO die Möglichkeit ein, nach einer zu bestimmenden Frist Einwendungen gegen die Eröffnungen des Hauptverfahrens vorzubringen und eigene Beweisanträge zu stellen. Viele Ermittlungsverfahren enden auch mit einer Verfahrenseinstellung wegen Geringfügigkeit (§§ 153, 153a StPO).

## Ermittlungserzwingungsverfahren
Werden Ermittlungen entweder überhaupt nicht eingeleitet oder nur unzureichend geführt, kommt für den Verletzten auch ein sog. Ermittlungserzwingungsverfahren in Betracht, das sich auf die Aufnahme bzw. Vervollständigung der Ermittlungen richtet.

## Vorfeld
Anlassunabhängige Ermittlungsverfahren im Vorfeld ohne die Leitungsbefugnis einer Staatsanwaltschaft werden durch das Bundeskriminalamt, die Zoll- und Steuerfahndung sowie durch das Bundesamt für Verfassungsschutz, die Landesbehörden für Verfassungsschutz und den Bundesnachrichtendienst unterhalb der Schwelle eines Anfangsverdachts durchgeführt.

## Statistik
Je Ermittlungsverfahren in Bekanntsachen (Js) wie in Unbekanntsachen (UJs) standen 2020 in Hamburg 90 bis 130 Minuten Arbeitszeit eines Staatsanwalts zur Verfügung. Jedes 20. Ermittlungsverfahren endet in einem Strafverfahren. Je Beschwerde gegen Einstellungsbescheide der Staatsanwaltschaft Neuzugänge (Zs) sowie Beschwerden gegen gerichtliche Entscheidungen (Ws) stehen 110 bis 180 Minuten Arbeitszeit eines Staatsanwalts zur Verfügung.